# Mojácar
Mojácar è un comune spagnolo situato nella comunità autonoma dell'Andalusia. Nell'anno 2021 la cittadina contava 7 257 abitanti secondo l'INE.